# مارك كيرن
مارك كيرن (بالإنجليزية: Marc Kern)‏ هو عالم نفس أمريكي، ولد في 16 يناير 1948 في لونغ بيتش في الولايات المتحدة.